# Чемпионат мира по баскетболу 2019. Группа J
В этой статье представлено положение команд и результаты матчей в группе J второго этапа за 1-16 места чемпионата мира по баскетболу 2019. Учитываются результаты первого этапа. Команды сыграют друг с другом в один круг, с которыми не играли на первом этапе. Матчи пройдут с 6 сентября по 8 сентября 2019 года в Спортивном зале в Уханя. По результатам, команда занявшие 1-е и 2-е места в группе, выходят в стадию плей-офф. Команда, занявшая 3-е место в группе, займёт 9-12 места в общем зачёте, занявшее 4-е место - 13-16 места.

## Положение команд
| Команда     | Игр | В | П | МЗ  | МП  | МР   | Очки |
| ----------- | --- | - | - | --- | --- | ---- | ---- |
| Испания     | 5   | 5 | 0 | 395 | 319 | +76  | 10   |
| Сербия      | 5   | 4 | 1 | 482 | 331 | +151 | 9    |
| Италия      | 5   | 3 | 2 | 431 | 371 | +60  | 8    |
| Пуэрто-Рико | 5   | 2 | 3 | 349 | 402 | −53  | 7    |

## Результаты матчей
Время матчей дано по UTC+8:00

### 4-й тур

#### Сербия — Пуэрто-Рико
| 6 сентября 2019 16:30 | Протокол | Сербия                    | 90:47    | Пуэрто-Рико                       | Спортивный зал, Ухань Судьи: Кристиано Мараньо Мартиньш Козловскис Зденко Томашович |
| 6 сентября 2019 16:30 | Протокол | 23–14, 26–12, 22–13, 19–8 |          |                                   | Спортивный зал, Ухань Судьи: Кристиано Мараньо Мартиньш Козловскис Зденко Томашович |
| 6 сентября 2019 16:30 | Протокол | Неманья Бьелица 18        | Очки     | Давид Уэртас 20                   | Спортивный зал, Ухань Судьи: Кристиано Мараньо Мартиньш Козловскис Зденко Томашович |
| 6 сентября 2019 16:30 | Протокол | Никола Йокич 10           | Подборы  | Девон Колье, Анхель Родригес по 5 | Спортивный зал, Ухань Судьи: Кристиано Мараньо Мартиньш Козловскис Зденко Томашович |
| 6 сентября 2019 16:30 | Протокол | Стефан Йович 9            | Передачи | Анхель Родригес 4                 | Спортивный зал, Ухань Судьи: Кристиано Мараньо Мартиньш Козловскис Зденко Томашович |

#### Испания — Италия
| 6 сентября 2019 20:30 | Протокол | Испания                    | 67:60    | Италия              | Спортивный зал, Ухань Зрителей: 2,849 Судьи: Стивен Андерсон Гильерме Локателли Омар Бермудес |
| 6 сентября 2019 20:30 | Протокол | 18–18, 12–13, 20–17, 17–12 |          |                     | Спортивный зал, Ухань Зрителей: 2,849 Судьи: Стивен Андерсон Гильерме Локателли Омар Бермудес |
| 6 сентября 2019 20:30 | Протокол | Хуанчо Эрнангомес 16       | Очки     | Данило Галлинари 15 | Спортивный зал, Ухань Зрителей: 2,849 Судьи: Стивен Андерсон Гильерме Локателли Омар Бермудес |
| 6 сентября 2019 20:30 | Протокол | Виктор Клавер 9            | Подборы  | Дэниел Хэккетт 8    | Спортивный зал, Ухань Зрителей: 2,849 Судьи: Стивен Андерсон Гильерме Локателли Омар Бермудес |
| 6 сентября 2019 20:30 | Протокол | Руди Фернандес 5           | Передачи | Марко Белинелли 4   | Спортивный зал, Ухань Зрителей: 2,849 Судьи: Стивен Андерсон Гильерме Локателли Омар Бермудес |

### 5-й тур

#### Пуэрто-Рико — Италия
| 8 сентября 2019 16:30 | Протокол | Пуэрто-Рико                      | 89:94 ОТ | Италия             | Спортивный зал, Ухань Зрителей: 4,264 Судьи: Гильерме Локателли Зденко Томашович Мартиньш Козловскис |
| 8 сентября 2019 16:30 | Протокол | 24–13, 22–13, 18–24, 19–33, 6–11 |          |                    | Спортивный зал, Ухань Зрителей: 4,264 Судьи: Гильерме Локателли Зденко Томашович Мартиньш Козловскис |
| 8 сентября 2019 16:30 | Протокол | Реналдо Бэлкман 14               | Очки     | Марко Белинелли 27 | Спортивный зал, Ухань Зрителей: 4,264 Судьи: Гильерме Локателли Зденко Томашович Мартиньш Козловскис |
| 8 сентября 2019 16:30 | Протокол | Рамон Клементе 9                 | Подборы  | Авуду Абасс 8      | Спортивный зал, Ухань Зрителей: 4,264 Судьи: Гильерме Локателли Зденко Томашович Мартиньш Козловскис |
| 8 сентября 2019 16:30 | Протокол | Анхель Родригес 5                | Передачи | Данило Галлинари 5 | Спортивный зал, Ухань Зрителей: 4,264 Судьи: Гильерме Локателли Зденко Томашович Мартиньш Козловскис |

#### Испания — Сербия
| 8 сентября 2019 20:30 | Протокол | Испания                    | 81:69    | Сербия               | Спортивный зал, Ухань Судьи: Кристиано Мараньо Стивен Андерсон Омар Бермудес |
| 8 сентября 2019 20:30 | Протокол | 13–20, 32–17, 22–19, 14–13 |          |                      | Спортивный зал, Ухань Судьи: Кристиано Мараньо Стивен Андерсон Омар Бермудес |
| 8 сентября 2019 20:30 | Протокол | Рики Рубио 19              | Очки     | Богдан Богданович 26 | Спортивный зал, Ухань Судьи: Кристиано Мараньо Стивен Андерсон Омар Бермудес |
| 8 сентября 2019 20:30 | Протокол | Виктор Клавер 7            | Подборы  | Богдан Богданович 10 | Спортивный зал, Ухань Судьи: Кристиано Мараньо Стивен Андерсон Омар Бермудес |
| 8 сентября 2019 20:30 | Протокол | Марк Газоль 6              | Передачи | Богдан Богданович 6  | Спортивный зал, Ухань Судьи: Кристиано Мараньо Стивен Андерсон Омар Бермудес |